# Мосхина
Мосхи́на (др.-греч. Μοσχίνη, лат. Moschine, IV век до н. э.) — древнегреческая поэтесса из Аттики, известная по упоминанию в «Пире мудрецов» Афинея (книга VII, 297a—b). Мать поэтессы Гедилы, бабка поэта Гедила.
Сочиняла ямбы — то есть, в античном понимании, стихи, в которых поэт выражает подчёркнуто субъективное, личное отношение к чему-либо, часто имеющие характер насмешки, сатиры, инвективы, обычно, но не всегда писавшиеся ямбическими размерами (триметром, холиямбом). Произведения не сохранились.